# ميغيل سانتانا
ميغيل سانتانا (بالإنجليزية: Miguel Santana)‏ (9 فبراير 1965 - ) هو ملاكم أمريكي، صنّف ضمن فئة وزن الخفيف.

## روابط خارجية
- ميغيل سانتانا على موقع بوكس ريك (الإنجليزية) (registration required)